# Iochroma lehmannii
Iochroma lehmannii ist eine Pflanzenart aus der Gattung der Veilchensträucher (Iochroma) in der Familie der Nachtschattengewächse (Solanaceae).

## Beschreibung
Iochroma lehmannii ist ein kleiner Baum, der 4 bis 10 Meter hoch wird. Seine jungen Zweige sind etwas purpurn und mit dreieckigen Schuppen bedeckt. Die Laubblätter sind elliptisch bis lanzettlich, 4 bis 18,5 Zentimeter lang und 2,5 bis 10 Zentimeter breit.
Die Blütenstände bestehen aus zwei bis sechs Blüten. Der Kelch ist 5 bis 7 Millimeter lang und nicht aufgeblasen. Die gelbgrüne Krone ist trichterförmig bis glockenförmig und 2 bis 3,5 Zentimeter lang. Ihre Innenseite ist unbehaart, die Außenseite behaart. Die Staubfäden werden 1,5 bis 2 Zentimeter lang und sind unbehaart oder nur an der Basis spärlich behaart. Die Staubbeutel erreichen eine Länge von 4 bis 7 Millimetern. Der Pollen besteht aus Pollenkörnern mit einem Durchmesser von 28 bis 33 Mikrometern. Der Griffel wird 1,2 bis 1,6 Millimeter lang.
Die Frucht ist eine kugelförmige oder leicht konische Beere mit einem Durchmesser von 1 bis 1,6 Millimetern, die von einem stark vergrößerten Kelch umschlossen ist.

## Systematik
Phylogenetische Untersuchungen ordnen die Art mit Iochroma squamosum in eine gemeinsame Klade (Klade L nach Smith & Baum 2006) ein. Iochroma lehmannii ist wahrscheinlich zusammen mit Iochroma cyaneum eine Elternart der Naturhybride Iochroma ayabacense.

## Verbreitung und Gefährdung
Exemplare von Iochroma lehmannii wurden vor allem im Süden Ecuadors und im angrenzenden Peru gesammelt. Die IUCN stuft diese Art als vulnerable (gefährdet) ein, empfiehlt jedoch eine Überprüfung dieses Status.

## Nachweise